# Registru Windows
Registru Windows (în engleză Windows Registry) este o bază de date ce conține configurările și opțiunile sistemului de operare Microsoft Windows. A fost introdus în 1992. Conține setări atât pentru componentele sistemului de operare, cât și pentru aplicațiile care rulează pe această platformă și care au decis să folosească registrul. 
Folosirea registrului se face distinct de către utilizator și de către sistemul de operare.
Registrul Windows a fost introdus pentru a organiza informațiile care au fost stocate anterior în multe fișiere INI, pentru a oferi un singur mecanism (API) pentru scrierea / citirea setărilor și pentru a scăpa de problemele numelor scurte, lipsa drepturilor de acces și accesul lent la fișierele ini stocate. pe sistemul de fișiere FAT16, care a avut probleme serioase de performanță la căutarea fișierelor în directoare cu un număr mare de ele. În cele din urmă,  odată cu apariția sistemului de fișiere NTFS, problemele rezolvate de registru au dispărut, dar registrul a rămas din cauza compatibilității inverse și este prezent în toate versiunile de Windows, inclusiv cea mai recentă. Deoarece în prezent nu există premise reale pentru utilizarea unui astfel de mecanism, Microsoft Windows este singurul sistem de operare utilizat astăzi (în afară de ReactOS și eComStation) care utilizează mecanismul de registru al sistemului de operare.

## Descrierea secțiunilor registrului

### HKEY_CURRENT_USER
Această secțiune conține setări pentru utilizatorul activ curent conectat la sistem. Dosarele utilizatorului, culorile ecranului și setările panoului de control sunt stocate aici. Aceste informații sunt asociate cu un profil de utilizator. Abrevierea HKCU este uneori folosită în locul numelui complet al secțiunii. Deși această secțiune arată ca una dintre cele principale din registru, este doar un link către unul dintre profilurile HKEY_USERS\.

### HKEY_USERS
Secțiunea HKEY_USERS (HKU)conține informații despre profilurile tuturor utilizatorilor de pe acest computer. Această secțiune nu este aproape niciodată folosită de utilizatori.

### HKEY_LOCAL_MACHINE
Această secțiune conține setări de configurare specifice acestui computer (pentru toți utilizatorii). Abrevierea HKLM este uneori folosită în locul numelui complet al secțiunii.

### HKEY_CLASSES_ROOT
Este o subsecțiune pentru HKEY_LOCAL_MACHINE\Software\Classes. Conține în principal informații despre tipurile de fișiere înregistrate și despre obiectele COM și ActiveX. Abrevierea HKCR este uneori folosită în locul numelui complet al secțiunii. Începând cu Windows 2000, aceste informații sunt stocate atât în LOCAL_MACHINE, cât și în CURRENT_USER. Secțiunea HKLM\Software\Classes conține setări implicite care se aplică tuturor utilizatorilor de pe computerul local. Setările conținute în secțiunea HKCU\Software\Classes se aplică numai utilizatorului curent, având prioritate față de cele implicite. Secțiunea CLASSES_ROOT include date din ambele surse. În plus, secțiunea CLASSES_ROOT oferă date agregate pentru programele scrise pentru versiunile anterioare de Windows. Modificările la setările utilizatorului curent sunt făcute în secțiuneaHKCU\Software\Classes. Modificarea parametrilor impliciti trebuie făcută în secțiunea HKLM\Software\Classes. Datele din secțiunile adăugate la CLASSES_ROOT vor fi stocate de sistem în secțiunea HKLM\Software\Classes. Dacă o setare este modificată într-una dintre subsecțiunile secțiunii CLASSES_ROOT și o astfel de subsecțiune există deja în HKCU\Software\Classes, atunci secțiunea HKCU\Software\Classes va fi folosită pentru a stoca informații, și nu secțiunea similară din LOCAL_MACHINE.

### HKEY_CURRENT_CONFIG
Această secțiune conține informații despre profilul hardware utilizat de computerul local la pornirea sistemului. Este un link către HKEY_LOCAL_MACHINE\SYSTEM\CurrentControlSet\Hardware Profiles\Current

### HKEY_DYN_DATA
Această cheie există numai în registrul Windows 9x/ME. Conține date care se schimbă dinamic despre computer (încărcarea procesorului, dimensiunea fișierului de paginare etc.).